# Wolfgang Kuhle
Wolfgang Kuhle (* 1. Mai 1935 in Reichardtsdorf) ist ein deutscher Bildhauer.

## Leben

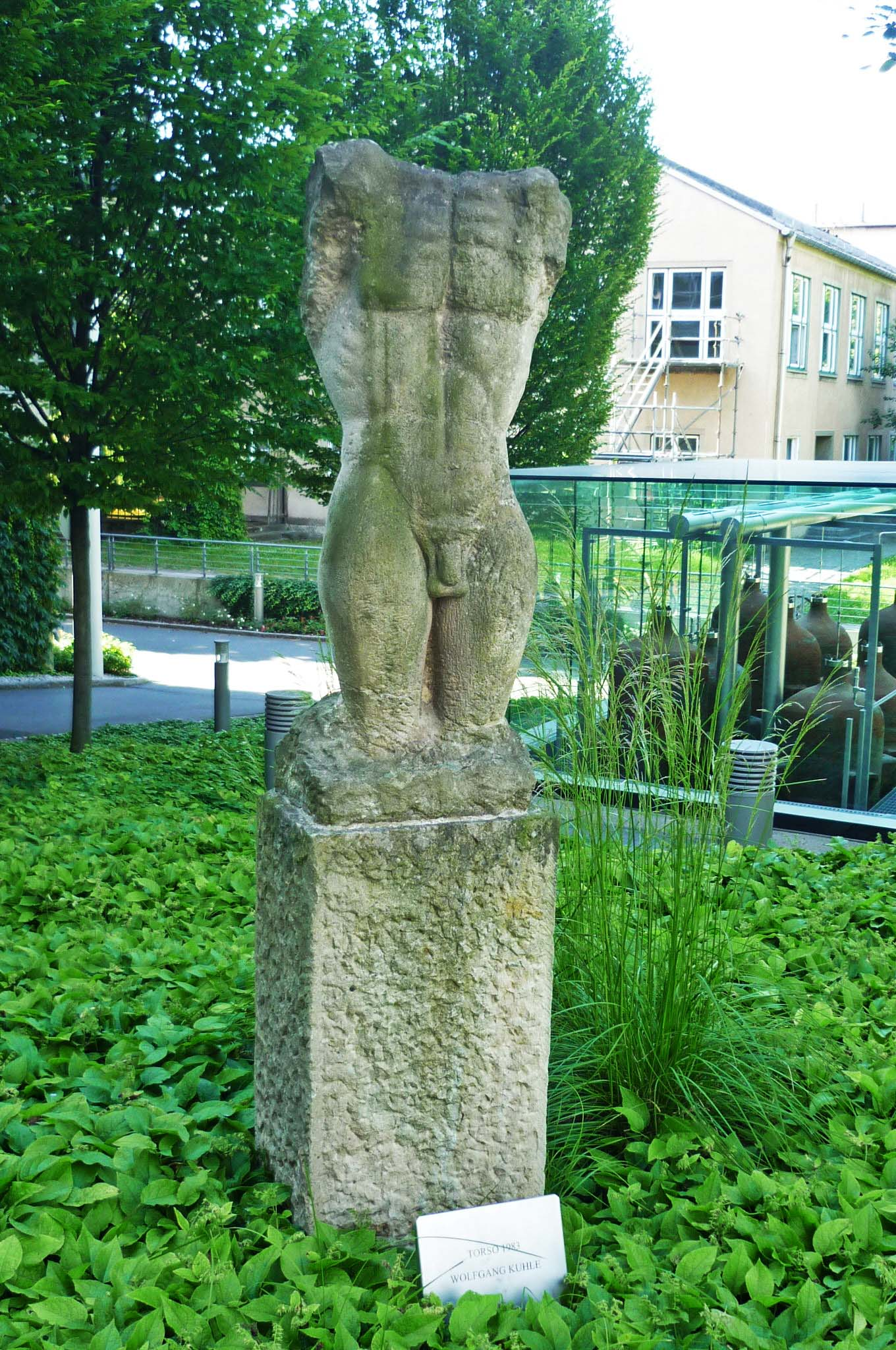
Skulptur „Torso“ (1983) auf dem Gelände der TU Dresden

Kuhle wurde in eine Familie von Bergleuten geboren: sein Vater und sein Bruder übten diesen Beruf aus. Er absolvierte nach der Schule von 1950 bis 1953 eine Modelltischlerlehre in Gera und besuchte danach bis 1957 die Arbeiter-und-Bauern-Fakultät in Dresden, wo er das Abitur erwarb. Zeitweise war er auch als Steinmetz tätig. Kuhle studierte von 1959 bis 1964 Bildhauerei an der Hochschule für Bildende Künste (HfBK) in Dresden bei Walter Arnold und Hans Steger. Bis 1986 war er als Mitglied des Verbands Bildender Künstler der DDR in Dresden Bildhauer und Restaurator; bis 1982 war er „leitender Restaurator für plastische Gestaltung“ beim Wiederaufbau der Dresdener Semperoper. Von 1970 bis 1977 hatte er auch einen Lehrauftrag an der HfBK.
Schon in seiner Zeit in der DDR fanden Ausstellungen seiner Werke in Berlin, Leipzig, Dresden und Heringsdorf statt. Er beteiligte sich auch 1972/1973 und 1982/1983 in Dresden an der VII. und IX. Kunstausstellung der DDR. An der Hochschule in Dresden hatte er Lehraufträge für Bildhauerei.
1986 verließ er nach einem Ausreiseantrag und drei Jahren Wartezeit mit seiner Frau, der Malerin Fridrun Kuhle, die DDR und ging zunächst nach München, später dann nach Braunschweig, wo er künstlerischer Mitarbeiter am „Institut für elementares Formen“ des Bildhauers Jürgen Weber wurde. 1998 kehrte er mit seiner Frau in seine frühere Heimat zurück; er lebt in Neuendorf in Mecklenburg.
Plastiken Kuhles befinden sich u. a. in der Dresdner Skulpturensammlung.

## Ehrungen
- 1993 Ernst-Rietschel-Kunstpreis für Bildhauerei

## Weitere Werke (Auswahl)
- Schreitender (1969, Sandstein, Höhe 30 cm)[4]
- Frau W. (1971, Porträt-Büste, Zement)[5]
- Sich Befreiender (1979, Gips, Höhe 60 cm)[6]

## Teilnahme an zentralen und wichtigen regionalen Ausstellungen in der DDR
- 1972/1973 und 1982/1983: Dresden, VII. und IX. Kunstausstellung der DDR
- 1972, 1974, 1979 und 1985; Dresden, Bezirkskunstausstellungen
- 1973 und 1982: Berlin, Treptower Park („Plastik und Blumen“)
- 1975: Wanderausstellung „Kleinplastik und Grafik“
- 1979/1980: Dresden, Albertinum („Junge Bildhauerkunst der DDR“)
- 1983: Leipzig, Messehaus am Markt („Kunst und Sport“)

Außerdem war er auf Ausstellungen in der CSSR und der UdSSR vertreten.